# Гвюдьоун Самуельссон
Гвюдьоун Самуельссон (исл. Guðjón Samúelsson; 16 апреля 1887 — 25 апреля 1950) — известный исландский архитектор. Его наиболее известные работы — Университет Исландии, Церковь Акюрейри, католическая церковь Рейкьявика и другие. А его последняя и самая знаменитая работа, церковь Хадльгримскиркья, так и не была закончена при его жизни, так как строительство этой 75-метровой церкви началось в 1937 году и закончилось в 1986 году.
Гвюдьоун Самуельссон был новатором в сфере архитектуры и градостроительства. Он был сторонником планирования городов и был одним из главных архитекторов, которые сделали генеральный план города Акюрейри. Он также был сторонником зонирования городов; по его мнению спальные районы и районы с административными зданиями должны быть сепарированы.